# Velenice, Nymburk
Velenice là một làng thuộc huyện Nymburk, vùng Středočeský, Cộng hòa Séc.